# Kościół Trójcy Świętej w Lubaniu
Kościół Trójcy Świętej – rzymskokatolicki kościół parafialny należący do dekanatu Lubań diecezji legnickiej.

## Historia
Jest to budowla neogotycka wzniesiona w latach 1857-1861. Zaprojektował ją architekt Alexis Langer. W 1962 roku została wyremontowana. W latach 1957–1986 proboszczem tutejszej parafii był ks. Jan Winiarski (1912-1998), pochodzący z Nowosiółek, położonych 20 km na zachód od Złoczowa.

## Architektura i wyposażenie
Świątynia jest trójnawowa w typie halowym, posiadająca prezbiterium od strony wschodniej. Od strony zachodniej jest dobudowana strzelista wieża, którą flankują dwie wieżyczki umieszczona na narożnych przyporach. Jest ozdobiona licznymi sterczynami.
Kościół posiada wyposażenie w stylu neogotyckim wykonane około 1860 roku i zaprojektowane przez monachijskiego artystę Markgrafa.